# Баю-Віста (Техас)
Баю-Віста (англ. Bayou Vista) — місто (англ. city) в США, в окрузі Галвестон штату Техас. Населення — 1763 особи (2020).

## Географія
Баю-Віста розташований за координатами 29°19′32″ пн. ш. 94°56′21″ зх. д. / 29.32556° пн. ш. 94.93917° зх. д. (29.325570, -94.939208).  За даними Бюро перепису населення США в 2010 році місто мало площу 1,17 км², з яких 0,83 км² — суходіл та 0,34 км² — водойми.

## Демографія
Згідно з переписом 2010 року, у місті мешкало 1537 осіб у 790 домогосподарствах у складі 465 родин. Густота населення становила 1312 осіб/км².  Було 1036 помешкань (884/км²).
Расовий склад населення:
| - 96,2 % — білих - 0,8 % — азіатів - 0,7 % — чорних або афроамериканців - 0,3 % — корінних американців - 1,1 % — осіб інших рас |

До двох чи більше рас належало 0,9 %. Частка іспаномовних становила 6,7 % від усіх жителів.
За віковим діапазоном населення розподілялося таким чином: 8,5 % — особи молодші 18 років, 69,2 % — особи у віці 18—64 років, 22,3 % — особи у віці 65 років та старші. Медіана віку мешканця становила 54,4 року. На 100 осіб жіночої статі у місті припадало 104,4 чоловіків;  на 100 жінок у віці від 18 років та старших — 102,6 чоловіків також старших 18 років.
Середній дохід на одне домашнє господарство  становив 97 794 долари США (медіана — 76 071), а середній дохід на одну сім'ю — 120 861 долар (медіана — 109 948). Медіана доходів становила 64 688 доларів для чоловіків та 56 833 долари для жінок. За межею бідності перебувало 5,5 % осіб, у тому числі 1,8 % дітей у віці до 18 років та 7,1 % осіб у віці 65 років та старших.
Цивільне працевлаштоване населення становило 1069 осіб. Основні галузі зайнятості: освіта, охорона здоров'я та соціальна допомога — 23,1 %, науковці, спеціалісти, менеджери — 10,9 %, будівництво — 9,4 %, виробництво — 8,7 %.